# 中国鉄路南寧局集団有限公司
中国鉄路南寧局集団有限公司（ちゅうごくてつろなんねいきょくゆうげんコンス）は、中華人民共和国中国国家鉄路集団に属する鉄道運営会社の一つである。旧称は南寧鉄路局。略称は南寧局、寧局。柳州鉄路局（ようしゅうてつろきょく）が前身で、略称は柳局。
本局の管理する線路の総延長は4427.57kmで営業路線距離は2416.8km、管区内に254の駅を有する。管轄範囲は広西チワン族自治区と広東省雷州半島上の黎塘－湛江間（黎湛線の広東省部分）と茂名支線である。

## 歴史
- 1953年1月1日：柳州鉄路局が柳州市に設立[3]。
- 2007年11月16日：柳州鉄路局から南寧鉄路局へ改名[4]。同時に局機関も南寧へ移転した[1]。
- 2017年11月14日：南寧鉄道局正式名称は「中国鉄路南寧局集団有限公司」

## 所属機関

### 客運段[注 1]
現有客運段
- 南寧客運段（元柳州客運段が併合された）

### 車輛段[注 2]
現有車輛段
- 南寧車輛段
- 南寧南車輛段（元柳州車輛段）

### 機務段[注 3]
- 柳州機務段（柳段）
- 南寧機務段（邕段）

#### 廃止された機務段
- 融安機務段（柳州機務段に併合）
- 桂林機務段（柳州機務段に併合）
- 金城江機務段（柳州機務段に併合）
- 玉林機務段（南寧機務段に併合）